# Autonúmero
Un autonúmero o número colombiano es un número entero que no puede escribirse como la suma de cualquier otro número entero n y los dígitos individuales de n. 
Esta propiedad es específica de la base utilizada para representar tales números enteros; 20 es un autonúmero, en base 10, porque no hay una combinación posible: todo n < 15 da como resultado algún número menor que 20 y todos los demás n dan como resultado un número mayor que 20; 21 no es autonúmero porque puede escribirse como 15 + 1 + 5 usando n = 15.
Estos números fueron descritos por primera vez en 1949 por el matemático indio Dattatreya Ramachandra Kaprekar. También propuestos por el matemático colombiano Bernardo Recamán Santos.
Los primeros autonúmeros en base 10 son:
1 , 3 , 5 , 7 , 9 , 20 , 31 , 42 , 53 , 64 , 75 , 86 , 97 , 108 , 110 , 121 , 132 , 143 , 154 , 165 , 176 , 187 , 198 , 209 , 211 , 222 , 233 , 244 , 255 , 266 , 277 , 288, 299, 310, 312, 323, 334, 345, 356, 367, 378, 389, 400, 411, 413, 424, 435, 446, 457, 468, 479, 490, ... (sucesión A003052 en OEIS)
Una búsqueda de los números uno mismo puede aparecer números autodescriptivos, que son similares a los números de uno mismo en ser la base-dependiente, pero muy diferente en la definición y mucho menos en la frecuencia. 

## Propiedades
En general, para bases pares, todos los números impares por debajo del número de base son autonúmeros, ya que cualquier número por debajo de tal número tendría que ser un número de 1 dígito que cuando se añade a su dígito se traduciría en un número par. Para bases impares, todos los números impares son autonúmeros.
El conjunto de los autonúmeros en una base dada q es infinito y tiene una densidad asintótica positiva; cuando q es impar, esta densidad es ½.